# 主兒扯歹
主兒扯歹，又作朮赤台，尼倫蒙古兀魯兀惕部首領。
主兒扯歹初依附于札木合，十三翼之戰後率眾投奔鐵木真。所率兀魯兀惕部長期擔任先鋒，衝鋒陷陣。1203年，合蘭真沙陀之戰中，主兒扯歹率部衝破敵陣，射傷桑昆的腮部，立下大功。討滅克烈部的戰爭中，主兒扯歹與阿兒孩為先鋒。後又用計捉拿俘虜了叛將札合敢不和他的部眾。1206年，成吉思汗建立蒙古帝國後，賞賜功臣，主兒扯歹排行第六，為表他立下的戰功，把札合敢不之女亦巴合別乞賜給他。

## 延伸阅读
[在维基数据编辑]
 《元史·卷120》，出自宋濂《元史》
 《新元史/卷124》，出自柯劭忞《新元史》